# 아웃소싱
아웃소싱(영어: outsourcing, 이전 명칭 
outside resourcing), 또는 외주(外注), 외부 용역은 기업이나 조직에서 생산, 유통, 용역 등 업무의 일부 과정을 경영 효율의 극대화를 위해 외부의 제삼자에게 위탁해 처리하는 것이다. 원래는 미국 기업이 제조업 분야에서 활용하기 시작했으며 경리, 인사, 신제품 개발, 영업 등 모든 분야로 확대되고 있다. 기업은 핵심사업에만 집중하고 나머지 부수적인 부문은 외주에 의존함으로써 생산성 향상을 극대화할 수 있다.

## 유형
정보시스템 아웃소싱의 유형은 서비스의 영역에 따라서 시스템 계획/설계, 응용 프로그램 개발, 텔레커뮤니케이션, 데이터 센터, 데이터 처리, 그리고 시스템 통합으로 구분할 수 있다. 아웃소싱 유형에 따라서 기업 내 영향의 범위가 다르다. 예를 들어, 응용 프로그램 개발 아웃소싱은 보통 기업의 구체적인 영역에 영향을 준다. 즉 재고관리를 처리해주는 응용 프로그램은 기업 업무의 일부분의 자동화에 관한 것이므로 그 영향의 범위가 좁다. 반면에, 원거리 통신의 사용은 회사 전체에서 일어나므로 그 영향의 범위가 상대적으로 넓다. 아웃소싱 유형에 따라서 계약방식도 다르다. 예를 들어, 시스템 계획/설계 아웃소싱 계약은 프로젝트단위이지만, 데이터 센터 운영 아웃소싱 계약은 기간 단위로 한다.

## 외주의 의의
제품이 고도화·복잡화되어 공장 생산량이 확대됨에 따라, 그 제품에서 필요한 재료·부품의 잔부를 자공장(自工場)에서만 생산한다는 것은 경제적으로나 기술적으로 여러 가지 제약이 따르므로 그 생산의 일부를 외부 공장에 의뢰하는 수밖에 없게 된다. 여기에 외주(外注)라는 관계가 생긴다. 예를 들면 전기·기계·조선·자동차 공업 같은 기업에서는 부품수가 복잡하기 때문에 그 생산의 일부를 외주에 의존하고 있다. 이와 같은 경우 주문을 받는 공장을 외주공장(外注工場)·협력공장·하청공장 또는 자회사(子會社)라 하며, 이에 대해 발주하는 공장을 발주공장 또는 모회사(母會社)라 한다.
외주의 종류에는 다음과 같이 형태로 분류할 수 있다. ① 제품외주, ② 부품외주, ③ 조형재외주(粗型材外注), ④ 가공외주.

## 외주 계획

### 외주의 이용목적
외주의 이용목적은 타사의 자본·설비·기술·노동력을 유효하게 활용함으로써 보다 양질·저렴의 제품을 생산하는 것이다. 최근에는 특히 기업경쟁의 격화, 생산규모의 확대, 제품의 분업화가 이루어져 기술의 전문화 등이 뒤따르게 됨으로써 기업은 외주를 이용하는 목적을 경영과 직결시키게 되고, 따라서 외주관리의 기능이 중요한 관리의 하나로서 인식되고 있다.
외주는 일반적으로 다음과 같은 경우에 이용된다. ① 발주기업의 생산능력이 부족할 경우, 즉 급히 증산할 경우라든지 일시적으로 증산할 경우, 또는 발주기업의 설비확충이 자금적으로 곤란할 경우라든가, 채산상(採算上) 유리하지 못할 경우가 있고, ② 외주공장을 이용하는 편이 싼 경우, ③ 자공장(自工場)에 없는 특수한 설비나 전문기술을 요하는 경우.

## 사내제작·외주가공배분
社內製作·外注加工配分 발주기업의 생산계획량을 사내 생산능력과 비교·검토하여 외주량이 결정되지만, 어떤 것을 외주할 것인가 결정할 필요가 있다. 즉 외주공장의 설비·인원·기술수준 등을 고려하여 사내제작·외주가공의 배분을 한다. 이 결정에는 2가지 측면이 있는데, 그 하나는 경영방침의 일환으로서 경영정책이나 경영 전략상의 견지에서 경영간부의 책임으로 결정해야 할 문제이고, 다른 하나는 기업 내외의 정세변화에 대처하여 담당부문의 담당자가 결정해야 할 문제이다.

## 내제·외주 결정의 제요소
합리적인 내제·외주의 결정을 하기 위해서는 다음과 같은 여러 가지 요소에 대해 검토할 필요가 있다.

### 비용
먼저 채산성을 고려하여 정확히 비용을 비교할 필요가 있다. 비용 비교를 할 경우 특히 문제가 되는 것은 외주관리비용(외주에 따라 새로이 발생되는 비용), 즉 증분비용(增分費用)이다. 여기서 증분비용이라 함은 외주담당자의 인건비·부문관리비·일반관리비·검사비·외주지도비·기타를 포함한 비용을 말한다. 그러나 비용 비교에 있어 비용을 계산할 필요는 없고, 차이분석을 하여 차이가 있는 것만을 비교하면 충분하다.

### 품질
품질비교는 보통 시작품(試作品)을 제작, 양자의 품질을 비교하지만, 이 밖에 기계설비, 종업원의 기술이나 관리수준의 정도, 품질보증 체제의 확립 등이 비교요소가 된다.

### 수량
내제·외주결정에 있어 수량은 밀접한 관계를 가지며, 동시에 기계설비·가공방법·설비투자·인원계획·자금계획 문제에도 관계를 가지게 된다.

### 납기
'납기의 엄정화'가 필요하다. 단가가 낮고 품질이 좋더라도 납기가 지켜지지 않으면 계약조건을 만족시킬 수 없으며, 생산정지·재고 증가 등의 손실이 된다. 이 밖에도 기술혁신 동향 등에 대해서도 충분히 조사하여 노동력의 수급동향, 임금수준의 추이, 해외시장 동향 등에 유의할 필요가 있다.

## 외주단가의 결정방법
단가의 결정방법에는 여러 가지 방법이 있지만, 다음의 4가지 방법으로 대별할 수 있다.

### 경험적 산정방식
이 방법은 발주기업의 경험이 많은 베테랑 단가결정자가 자신의 경험에 의해 판단, 단가를 산출하는 방법이다. 따라서 합리성이나 공평성이 결여되는 흠이 있으나, 적절한 단가결정자가 있을 경우에는 비교적 타당한 단가결정이 될 수 있다.

### 전례 비교 산정방식
전에 산정한 동종제품의 단가가 적정하다고 인정될 경우, 그 전례 단가와 비교·검토하여 필요에 따라서는 단가를 수정·결정하는 방법이다. 이 방식은 경험을 쌓음으로써 차츰 정밀도를 높여가는 데 특징이 있으며, 전례 단가의 영향을 많이 받는다.

### 견적 산정방식
이것은 설계도나 시방서를 토대로 하여 견적자가 재료비 및 공수(工數)를 경험적으로 견적, 이것에 임률(賃率)·경비를 가산하여 단가를 결정하는 방법이다. 이 방법은 제품의 중량·출력·면적·체적 등을 기준하여 견적하며, 견적자의 기량(伎量)에 크게 의존하기 때문에 주관적이 되기 쉽고, 산정에 개인차가 생기는 결점이 있다.

### 과학적 산정방식
이것은 단가를 구성하는 요소를 과학적으로 분석, 필요에 따라서는 개선조치를 강구한 후, 그 시점에서 합리적으로 판단된 재료나 작업방법을 기초로 하여 단가를 산정하는 방법이다.

## 외주단가의 계약방법
단가의 계약방법에는 다음의 방법이 있다.

### 지치에 의한 방법
이 방법은 발주공장 자체에서 외주품의 가공에 필요한 작업시간을 분석·산출하여 단위시간당 적정가공비를 곱하여 소요 총가공비를 산출하고, 발주가격을 결정하는 방법이다.

### 협의단가방법
발주공장의 지치(指値)와 외주공장이 계산한 가격이 서로 다른 경우, 서로 그 내용을 검토·협의하여 결정하는 방법이다.

### 견적방법
발주공장이 2개 이상의 외주공장으로부터 견적을 받아 이것을 검토, 그 중 하나를 결정하는 방법이다. 다종 소량(多種小量)의 개별생산을 하고 있는 공장의 외주품은 다음과 같은 경우에 이 방법을 채용한다. ① 자공장(自工場)에서 할 수 없는 기술을 요하는 외주품의 경우, ② 대형제품이나 많은 요소가 복합된 기술(예를 들면 전기·화학·기계기술 등)을 필요로 하는 장치류(裝置類)로, 자사(自社)에서 과거에 제작이나 견적의 경험이 없는 것, ③ 발주 금액이 상당히 큰 것.

## 납기협정
발주기업은 서로 지킬 수 있고, 또한 지키지 않으면 안 되는 납기를 위해서는 첫째로 권위있는 납기를 설정해야 한다. 납기지연의 대부분이 발주기업들의 관리충실 여하에 따라 해결될 수 있는데, 예를 들면 외주처 기업의 책임이라 생각되는 공수(工數)파악·능력무시·불량 발생·공정관리·품질관리·설비관리의 불비(不備) 등은 발주기업이 외주처기업을 적절히 선택, 능력에 맞추어 발주를 하면 해결할 수 있기 때문이다. 둘째로, 납기관리제도를 일정(日程)관리의 일환으로 취급해야 한다.

## 자재지급에 관한 협정
자재지급 방법에는 유상(有償)지급과 무상(無償)지급이 있다.

### 유상지급
유상지급에는 다음과 같은 경우가 있다. ① 특수한 자재관계로 외주기업에서 입수하기 곤란한 경우, ② 입수하는 데 오랜 시간이 걸려 납기에 문제가 되는 경우, ③ 재료의 품질을 보증할 필요가 있는 경우, ④ 집중구매로 유상지급을 하는 편이 유리한 경우, 유상지금의 경우, 가격 산출은 다음 계산식에 의해 결정된다.
지급가격＝(구입단가＋구입경비＋보관비＋운반비)×지급수량

### 무상지급
무상지급은 다음과 같은 경우에 행해진다. ① 도금·도장(塗裝)·열처리 작업 등을 외주하는 경우 ② 주단조품(鑄鍛造品) 기타 특수 시방에 의한 기계가공 및 재료 절단·용접 등의 가공작업을 외주하는 경우 ③ 재료지급때에 지급가격이 미확정 또는 불명확한 경우

## 외주에 관한 절차
외주계획이 결정되고, 내제·외주의 검토가 끝나 적정한 외주처가 선정되면, 외주공장에 대해 가공 또는 조립 등을 발주하게 된다. 이런 것들을 외주공장과의 계약이라 한다.
외주공장과 발주협정은 구두로가 아니고 명문화시켜야 한다. 계약이라 함은 구체적으로 발주공장에서 조건을 명시, 주문서를 발행하는 상거래이다. 그런데 현실에 있어서는 서로 친밀해지면, 구두로 발주가 이루어지고, 발주수속은 차후에 하게 된다. 그리고 주문서에 명시되어야 하는 내용은 ① 가공부품명, ② 가공부품 시방·품질, ③ 발주수량, ④ 발주단가, ⑤ 납기, ⑥ 양도장소·운반방법·운임부담의 여부, ⑦ 지불조건, ⑧ 재료지급의 유무, ⑨ 가공부품의 검사방법 등이다.

## 인소싱
인소싱(insourcing)은 현재 사내 직원이 아닌 사람들의 도움을 받아 아웃소싱을 되돌리는 과정이다.
아웃소싱은 많은 반복과 재발명을 거쳤으며 일부 아웃소싱 계약은 부분적으로 또는 완전히 취소되었다. 그 이유는 중요한 생산 또는 역량에 대한 통제를 유지하기 위한 것이며 인소싱은 세금, 인건비 및 운송 비용을 줄이기 위해 사용되기 때문이다.
기업에서 실시한 연구에 따르면 재무 성과에 대한 인소싱 사용의 긍정적인 영향이 확인되었다.
관련 용어인 지역 인소싱은 회사가 동일한 국가 내에 있는 자회사에 작업을 할당하는 경우이다. 이는 회사 내부 또는 외부에 있을 수 있는 온쇼어링(onshoring) 및 리쇼어링(reshoring)과 다르다.

## 같이 보기
- 오프쇼어링(en:Offshoring, 해외업무위탁)
- BPO
- ITO